# Yule Peak
Der Yule Peak ist ein 750 m hoher, dreiseitiger Felsgipfel  an der Bowman-Küste des Grahamlands auf der Antarktischen Halbinsel. Er ragt am westlichen Ende der Bermel-Halbinsel auf.
Der US-amerikanische Polarforscher Lincoln Ellsworth fotografierte ihn bei Überflügen am 21. und 23. November 1935. Diese Luftaufnahmen dienten dem US-amerikanischen Geographen W. L. G. Joerg für eine Kartierung. Eine geodätische Vermessung erfolgte im Dezember 1958 durch den Falkland Islands Dependencies Survey, der ihn anlässlich seiner Weihnachtsfeier 1958 in der Nähe des Gipfels nach der englischen Schreibweise des Julfests benannte.